# Broussey-Raulecourt
Broussey-Raulecourt ist eine französische Gemeinde mit 285 Einwohnern (Stand 1. Januar 2022) im Département Meuse in der Region Grand Est (bis 2015 Lothringen). Sie gehört zum Arrondissement Commercy und zum Kanton Saint-Mihiel.

## Geografie
Die Gemeinde liegt rund 20 Kilometer nordwestlich von Toul im Regionalen Naturpark Lothringen, an der Grenze zum Département Meurthe-et-Moselle. Nachbargemeinden von Broussey-Raulecourt sind:
- Bouconville-sur-Madt im Norden,
- Rambucourt im Osten,
- Mandres-aux-Quatre-Tours im Südosten (Dép. Meurthe-et-Moselle)
- Geville im Süden,
- Frémeréville-sous-les-Côtes im Südwesten und
- Apremont-la-Forêt im Westen.

Die beiden Hauptorte der Gemeinde sind Broussey-en-Woëvre und Raulecourt, die ursprünglich selbständige Gemeinden waren und im Jahr 1973 fusioniert wurden.
Broussey-Raulecourt liegt in einem Seengebiet und hat die Seen Étang de Blonnaux und Étang de Courantceuil auf eigenem Boden. Außerdem wird die Gemeinde vom Fluss Rupt de Mad durchquert und im äußersten Südosten vom Fluss Esch berührt.

## Bevölkerungsentwicklung
| Jahr      | 1962 | 1968 | 1975 | 1982 | 1990 | 1999 | 2007 | 2019 |
| Einwohner | 310  | 387  | 276  | 183  | 160  | 217  | 253  | 208  |